# Hillebard (ätt)
Hillebard är en svensk adelsätt med nummer 629 som är utdöd i Sverige.

## Historik
Kvartermästaren Erik Hillebard, som var utomäktenskaplig son till landshövdingen Axel Stålarm och Elisabet Ramin, adlades 23 maj 1646 till Hillebard och introducerades 1656 som nummer 629. Han blev sedan kommendant i Kalmar. Släkten utslocknade med sonsöner till honom.

## Personer med namnet
- Erik Hillebard (död 1676), svensk överstelöjtant
- Erik Hillebard (1646–1716), svensk överste, den föregåendes son